# Prasinocyma tricolorifrons
Prasinocyma tricolorifrons là một loài bướm đêm trong họ Geometridae.